# Eva Hildén
Eva Hildén, född 12 februari 1980 i Stockholm, är en svensk fotograf och författare mest känd för sina ungdomsromaner och kokböcker.